# ZiS-3

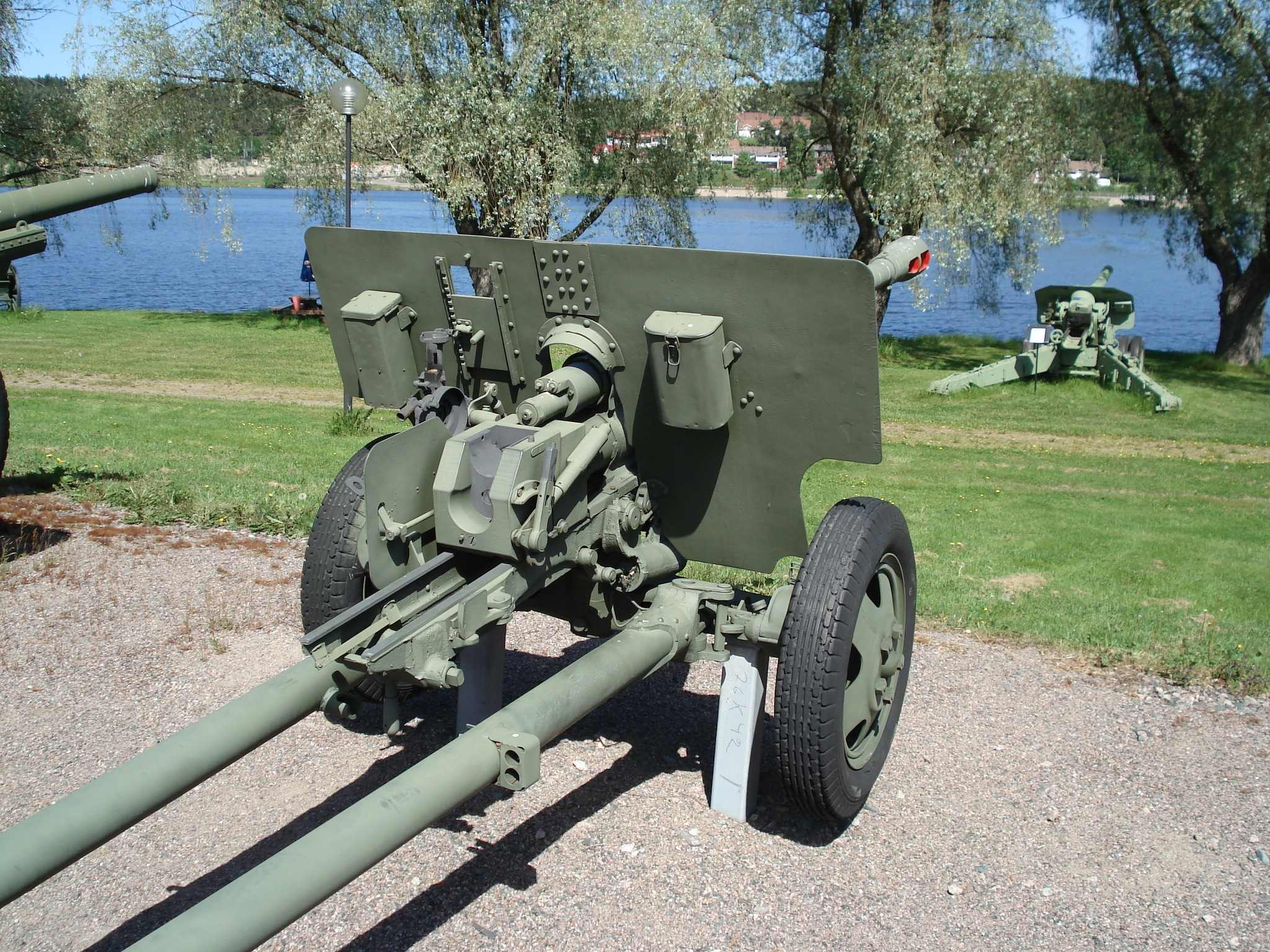
ZiS-3 au musée de l'artillerie de
Hämeenlinna

Le ZiS-3 (en russe : 76-мм дивизионная пушка образца 1942 года (ЗиС-3)) est un canon divisionnaire de campagne de 76,2 mm, utilisé par l’Armée rouge pendant la Seconde Guerre mondiale. Beaucoup d'experts en artillerie classent ce canon parmi les meilleures pièces d'artillerie de la Seconde Guerre mondiale, avec le canon de 88 allemand et l'obusier de 25 livres britannique.
ZiS est l'acronyme de « Zavod imeni Stalina » (en russe : Завод имени Сталина, Zavod imeni Stalina, ou « usine au nom de Staline »), le nom officiel de l'Usine d'artillerie no 92 de Gorki, qui commença la production de ce canon. Les soldats allemands lui donnèrent  le surnom de "Ratsch-Bumm", en effet, le ZIS-3 employé contre eux à longues distances,  ils entendaient le coup de départ nettement après l'impact de l'obus.

## Histoire
La conception du ZiS-3 débuta à la fin de l'année 1940, dans l'usine d'artillerie no 92, sous la direction de Vassili Grabine, concepteur en chef des canons de moyen calibre soviétiques.
Ce travail ne correspondait à aucune commande. De plus, à cette époque le bureau était mal vu des hauts dirigeants de l'artillerie, comme le maréchal Grigori Koulik, le commandant en chef de l'artillerie soviétique, particulièrement conservateur et opposé aux innovations. Le projet était une pure initiative de Grabine, de son bureau d'études, de l'Usine no 92 et de ses dirigeants.
Le ZiS-3 était une combinaison réussie de l'affût léger du canon antichar ZiS-2 et du puissant fût de canon de 76,2 mm, issu de l'ancien canon divisionnaire F-22USV. De manière à réduire le recul, un frein de bouche fut installé à l'extrémité du fût. Il permettait au canon d'être monté sur un attelage léger, sans entraîner de dégâts mécaniques à celui-ci lors du tir.
Par rapport au canon F-22USV, le ZiS-3 avait une meilleure technique de production. De nombreuses pièces étaient embouties, martelées et soudées, de manière à réduire le nombre d'opérations d'assemblage mécanique. Il en résulta que la quantité de travail requise pour construire un exemplaire du ZiS-3 était le tiers de celle d'un F-22USV. Mieux encore, le coût d'un ZiS-3 s'élevait aux deux tiers de celui d'un F-22USV.
Après sa construction, le premier ZiS-3 fut caché aux yeux inquisiteurs des autorités, qui continuaient à nier l'idée que l'Armée rouge pût avoir besoin de canons de campagnes légers et moyens. L'argument principal des autorités était que les chars de l'Allemagne nazie possédaient un blindage exceptionnellement épais. En réalité, l'Allemagne ne possédait pas encore de tels blindés au début 1941 ; cette désinformation était le fruit d'une habile propagande allemande autour du prototype de char multi-tourelles NbFz. Le maréchal Koulik avait été leurré par la propagande et avait donné des ordres pour que l'on fasse cesser la production de canons antichar légers de 45 mm, et de canons de campagne divisionnaires de 76,2 mm.
L'invasion allemande de l'Union soviétique, en 1941, révéla dès le début que les chars allemands possédaient un blindage beaucoup plus faible que prévu. Certains étaient même vulnérables aux mitrailleuses à gros calibre DShK. Les modèles d'avant-guerre des canons divisionnaires de 76,2 mm perforaient aisément les blindés allemands, mais la plupart de ces canons furent perdus au combat ou capturés par la Wehrmacht dans les dépôts — certains furent réutilisés plus tard contre les forces soviétiques montés sur différents modèles de canons automoteurs Panzerjäger.
Le maréchal Koulik ordonna qu'on relance en masse la production de canons de campagne divisionnaires F-22USV de 76,2 mm. Grabine et la direction de l'Usine no 92 décidèrent d'organiser la production de masse de canons ZiS-3 à la place des F-22USV.
Ils réussirent, mais le ZiS-3 n'était pas officiellement testé et mis en service par l'Armée rouge. La situation était aberrante : les soldats de l'Armée rouge avaient un urgent besoin de ces canons, les canons eux-mêmes étaient au point et existaient en grand nombre, du fait de la technique de production améliorée, mais ils se trouvaient bloqués dans les dépôts de l'Usine no 92, les militaires refusant de percevoir ces canons non officiels. Après quelques luttes d'influence entre l'équipe de Grabine et les représentants des militaires, les canons ZiS-3 furent finalement livrés à l'Armée rouge, sous la responsabilité personnelle de Grabine et de la direction de l'Usine no 92.
L'expérience du combat montra la supériorité du ZiS-3 sur tous les autres canons de campagne du niveau divisionnaire. Cela permit au ZiS-3 d'être présenté à un groupe de représentants de l'État, dirigé par Joseph Staline lui-même, et donc d'obtenir d'eux toutes les autorisations nécessaires. Après la démonstration, Staline déclara : « ce canon est un chef-d’œuvre dans la conception de systèmes d'artillerie. »
Un test officiel eut lieu durant sur cinq jours, en février 1942. Son résultat fût probant, et le ZiS-3 fut adopté par l'Armée rouge comme « canon de campagne divisionnaire modèle 1942 », son nom officiel. Ce canon avait déjà eu son baptême du feu, bien avant d'avoir eu une existence officielle.
Grabine et son équipe se mirent rapidement au travail pour améliorer les techniques de fabrication en masse du ZiS-3. L'Usine d'artillerie no 92 fut équipée de chaînes d'assemblage à convoyeurs, lui permettant de produire davantage encore de ZiS-3 avec une main-d’œuvre peu qualifiée, sans perte significative de qualité. Après une courte période de formation, même des adolescentes pouvaient travailler sur la ligne d'assemblage. Les ouvriers hautement qualifiés (souvent des retraités rappelés) et les ingénieurs se consacraient aux tâches les plus complexes de la fabrication ou travaillaient comme contremaîtres. Certains des jeunes hommes qui travaillèrent dans l'Usine d'artillerie no 92 étaient exemptés de conscription. Ils s'appliquèrent à bien maîtriser le processus de production et devinrent des travailleurs et ingénieurs de qualité. Ce fut un facteur supplémentaire d'augmentation de la production du ZiS-3.
À la fin de la Seconde Guerre mondiale le ZiS-3 était le canon de campagne soviétique le plus produit. Le nombre total d'exemplaires produit dépassait les 103 000.
Après la guerre, la production en masse du ZiS-3 cessa. Il fut remplacé par la génération suivante de canon de campagne, le D-44, qui avait un calibre plus élevé et de meilleures capacités contre les blindages. Mais il pesait plus lourd et sa mobilité était donc inférieure à celle du ZiS-3.

## Munitions
| Munitions disponibles                                                 |          |           |                     |
| Type                                                                  | Modèle   | Masse, kg | Charge explosive, g |
| Projectiles perforants (vitesse à la bouche 700 m/s)                  |          |           |                     |
| Antiblindage hautement explosif                                       | BR-350A  | 6.3       | 155                 |
| Antiblindage (massif)                                                 | BR-350SP | 6.5       | N/A                 |
| Projectiles perforants composites (vitesse à la bouche jusqu'à ? m/s) |          |           |                     |
|                                                                       | BR-350P  | 3.02      | N/A                 |
| Développé après la Seconde Guerre mondiale                            | BR-350N  | 3.02      | N/A                 |
| Hautement explosif et fragmentation (vitesse à la bouche 680 m/s)     |          |           |                     |
| HE/Fragmentation acier                                                | OF-350   | 6.2       | 710                 |
| HE/Fragmentation fer aciéreux                                         | OF-350A  | 6.2       | 640                 |
| Fragmentation fer aciéreux                                            | O-350A   | 6.21      | 540                 |
| HE/Fragmentation                                                      | OF-350B  | 6.2       | 540                 |
| HE/Fragmentation                                                      | OF-363   | 6.2       | 540                 |
| HE                                                                    | F-354    | 6.41      | 785                 |
| HE                                                                    | F-354M   | 6.1       | 815                 |
| HE développé en France                                                | F-354F   | 6.41      | 785                 |
| Autres projectiles (vitesse à la bouche jusqu'à 680 m/s)              |          |           |                     |
| HEAT, développé après la Seconde Guerre mondiale                      | BK-354   | 7         | 740                 |
| Shrapnel                                                              | Sh-354   | 6.5       | 85                  |
| Shrapnel                                                              | Sh-354T  | 6.66      | 85                  |
| Shrapnel                                                              | Sh-354G  | 6.58      | 85                  |
| Shrapnel                                                              | Sh-361   | 6.61      | 85                  |
| Chimique                                                              | OH-350   | 6.25      |                     |
| Incendiaire longue portée                                             | Z-350    | 6.24      | 240                 |
| Incendiaire                                                           | Z-354    | 4.65      | 240                 |
| Fumigène longue portée                                                | D-350    | 6.45      | N/A                 |
| Fumigène steely iron                                                  | D-350A   | 6.45      | N/A                 |

| Table de pénétration des blindages |                      |                       |
| Projectile anti-blindage BR-350A |                      |                       |
| Distance, m | Pénération à 60°, mm | Pénétration à 90°, mm |
| 100 | 67                   | 82                    |
| 500 | 61                   | 75                    |
| 1000 | 55                   | 67                    |
| 1500 | 49                   | 60                    |
| 2000 | 43                   | 53                    |
| Ces données ont été obtenues par les méthodes soviétiques de mesure de la pénétration dans les blindages (75 % de probabilité de pénétration). Elles ne sont pas directement comparables avec les données occidentales du même type |                      |                       |

## Au combat
Les soldats soviétiques appréciaient le ZiS-3 pour sa capacité à servir dans des conditions difficiles, avec une grande fiabilité et une bonne précision de tir. La maintenance de ces canons était facile et les équipages novices pouvaient être formés rapidement. La légèreté de l'attelage lui permettait d'être tracté par des camions ordinaires ou des jeeps lourdes — tel que le Dodge 3/4 américain fourni dans le cadre du prêt-bail —, voire par la force de l'équipage.
Le ZiS-3 avait de bonnes capacités de pénétration contre les blindages : il pouvait mettre hors de combat n'importe quel char léger ou moyen allemand à l'aide d'une munition anti-blindages ordinaire. A tel point d'ailleurs, qu'avant l'année 1943 où leur propre 7.5 cm PAK 40 devint disponible en nombre, les Allemands utilisèrent très largement les ZIS-3 de prise sous l'appellation "7,6-cm-Feldkanone 269(r)".
Cependant, l'apparition des chars lourds allemands compliqua la tâche des canonniers de ZiS-3 : alors que des faiblesses au flanc du châssis et au mantelet de protection du canon rendaient les Panthers toujours vulnérables, le blindage des Tigres faisait preuve d'une remarquable résistance contre les munitions anti-blindage standard de 76,2 mm. Seul un bon camouflage et un tir à très courte portée pouvaient assurer un succès face aux Tigres. Souvent, les canonniers en étaient réduits à essayer d'atteindre le fût de leur canon ou leurs chenilles, sachant que leur blindage resterait impénétrable.

## Le ZiS-3 de nos jours
Pendant la guerre froide, de nombreux ZiS-3 furent transférés aux différents alliés du Pacte de Varsovie. Des ZiS-3 furent ensuite souvent revendus à des pays du Tiers-Monde.
Ainsi, les armées de certains pays africains et asiatiques ont encore des ZiS-3 en service actif de nos jours. De plus, ces canons sont toujours utilisés au combat dans de nombreux conflits locaux et incidents de frontière.
Les ZiS-3 soviétiques ont été officiellement réformés. Certains furent envoyés à la casse, d'autres transférés dans des dépôts, ou encore convertis en mémoriaux de la Seconde Guerre mondiale — ces mémoriaux sont nombreux en Russie et en Biélorussie).
Dans l’Armée rouge, quelques ZiS-3 sont utilisés en exposition statique près des bâtiments et dans les jardins des casernes des régiments d'artillerie ; une autre fraction des ZiS-3 subsistants est toujours fonctionnelle. Ils sont parfois utilisés pour les honneurs militaires ou dans des spectacles de reconstitution historique.